# .bh
.bh는 바레인의 인터넷 국가 코드최상위 도메인(ccTLD)이다. 바레인 통신규제국(TRA)이 관리한다.

## 역사
.bh 도메인은 1994년 바레인 대학교 컴퓨터 센터에 처음 위임되었다. 1999년에는 바레인 텔레커뮤니케이션 컴퍼니에 위임되었고, 이 회사는 현재까지 후원 기관으로 남아 있다.
2002년 바레인 통신규제국이 설립되었고, 2008년 바레인 통신부 장관은 TRA를 .bh 최상위 도메인 관리 담당 관청으로 지정했다.
2011년 12월 6일, 통신규제국은 ICANN에 ".BH" 최상위 도메인 재위임을 요청했다. 2012년 3월 이 요청이 완료되었다.

## 구조
2차 수준에서 직접 등록은 국제적으로 가능하지만, 아래 나열된 2차 수준 도메인 이름 아래의 모든 등록은 현지 존재 및 관련 현지 라이선스가 필요하다.
| 2차 도메인 | 의도된 목적                               |
| ---------- | ----------------------------------------- |
| .com.bh    | 사업체(개인도 허용)                       |
| .cc.bh     | 사업체                                    |
| .biz.bh    | 사업체                                    |
| .net.bh    | 통신 및 IT 서비스 제공업체(자연인도 허용) |
| .edu.bh    | 교육기관                                  |
| .info.bh   | 정보 제공 서비스                          |
| .med.bh    | 의료 서비스                               |
| .name.bh   | 자연인                                    |
| .me.bh     | 자연인                                    |